# Daisuke Shimada
Daisuke Shimada (japonés: 嶋田大育 ; 25 de marzo de 1993) es un luchador japonés de lucha libre. Quinto en los Juegos Asiáticos de 2014. Ganó la medalla de plata en campeonato asiático del año 2015. Consiguió el puesto 19º en la Universiada de 2013. 